# Moses Malone
Moses Eugene Malone (ur. 23 marca 1955 w Petersburgu, USA, zm. 13 września 2015 w Norfolk) – amerykański koszykarz, mistrz NBA w 1983 r.

## Życiorys
Moses Malone rozpoczął karierę już w wieku 19 lat. Zrezygnował z pójścia na studia (co kiedyś było dosyć rzadkim i ryzykownym posunięciem). Malone jednak wolał koszykówkę i zdawał sobie sprawę ze swoich umiejętności. Był niezwykle szybki, silny, sprawny i imponował wytrzymałością i wspaniałą formą. Dlatego przeszedł na zawodowstwo zaraz po ukończeniu szkoły średniej w Petersburgu w Wirginii. Został wybrany w drafcie 1976 roku przez Portland Trail Blazers z numerem 5. Jednak Malone nigdy nie zagrał dla Blazers, bo od razu oddano go do Houston Rockets. W pierwszym sezonie osiągnął średnią 18,8 pkt. oraz 14,6 zbiórki na mecz. Stał się jednym z najlepiej zbierających zawodników Ligi. Po 7 latach gry powędrował do Philadelphii 76ers. Nie była to jego ostatnia przeprowadzka. Moses przez całą karierę koszykarską błąkał się po klubach ABA oraz NBA.
W 1981 roku doprowadził do Finałów Rockets, którzy jednak przegrali z Boston Celtics 2-4. W 1983 roku był podstawowym graczem Philadelphii 76ers, która po świetnym sezonie zdobyła Mistrzostwo NBA, głównie za sprawą Malone'a oraz Juliusa Ervinga. Za występ w tych finałach Malone dostał zresztą MVP. Były to najlepsze lata w karierze tego środkowego.
Moses Malone zakończył karierę w San Antonio Spurs, w zespole, w którym rozegrał 17 meczów w sezonie 1994–1995.
Gdy odchodził, miał za sobą łącznie 21 sezonów oraz 29 580 punktów, co dawało mu wtedy 3. miejsce na liście Najlepszych Strzelców Wszech Czasów. potem wyprzedzili go jeszcze Michael Jordan oraz Karl Malone. Był też 1. pod względem trafionych rzutów wolnych, a 2. pod względem oddanych rzutów wolnych oraz 3. pod względem rozegranych meczów (1 329) i 6. pod względem minut (45 071).
Sześciokrotnie był najlepszym zbierającym NBA, dostał też 3 nagrody MVP sezonu zasadniczego. Dwunastokrotnie wystąpił w Meczu Gwiazd NBA. Czterokrotnie był wybierany do pierwszej piątki ligi, tyleż samo do drugiej piątki. Raz wszedł do pierwszej i raz do drugiej piątki obrońców ligi.
Dzisiaj Malone jest uważany za jednego z najlepszych centrów w historii tego sportu. W 1996 znalazł się wśród 50 najlepszych graczy występujących kiedykolwiek w NBA, zaś w 2001 r. wpisano go w poczet członków Basketball Hall of Fame. 13 września 2015 roku zmarł na atak serca.

## Osiągnięcia

### ABA
- Uczestnik meczu gwiazd ABA (1975)[2]
- Zaliczony do:
  - I składu debiutantów ABA (1975)[2]
  - składu najlepszych zawodników w historii ligi ABA (ABA's All-Time Team – 1997)[3]
- Lider play-off w skuteczności rzutów z gry (1975)[4]

### NBA
- Mistrz NBA (1983)[5]
- Finalista NBA (1981)
- MVP:
  - sezonu zasadniczego NBA (1979, 1982–1983)[6]
  - finałów NBA (1983)[5]
  - miesiąca NBA (listopad 1979, luty 1982, grudzień 1982, luty 1983)[7]
  - tygodnia NBA (15.03.1981, 7.02.1982, 28.03.1982, 6.02.1983, 25.03.1984, 18.11.1984, 22.02.1987)[8]
- 12-krotny uczestnik NBA All-Star Game (1978–1989)[9]
- Wybrany do:
  - I składu:
    - NBA (1979, 1982–83, 1985)[10]
    - defensywnego NBA (1983)[11]

  - II składu 
    - NBA (1980–81, 1984, 1987)[10]
    - defensywnego NBA (1979)[11]

  - grona 50 Najlepszych Zawodników w Historii NBA (NBA’s 50th Anniversary All-Time Team – 1996)[12]
  - składu najlepszych zawodników w historii NBA, wybranego z okazji obchodów 75-lecia istnienia ligi (2021)[13]
- Lider:
  - sezonu regularnego w zbiórkach (1979, 1981–85)[14]
  - wszech czasów NBA pod względem liczby zbiórek w ataku: 
    - (6731)[15]
    - (587), uzyskanych w trakcie pojedynczego sezonu (1978/79)[16]

  - play-off w:
    - średniej zbiórek (1980, 1982, 1983)[17]
    - liczbie celnych rzutów wolnych (1981, 1983)[18]
- Klub:
  - Philadelphia 76ers zastrzegł należący do niego w numer 2[19]
  - Houston Rockets zastrzegł należący do niego w numer 24[19]
- Członek Koszykarskiej Galerii Sław (Naismith Memorial Basketball Hall Of Fame – 2001)[20]